# Ивлия (диера)
«Ивлия» — современная реконструкция древнегреческой диеры — гребного корабля с двумя ярусами вёсел. В 1989—1994 гг. на этом судне были совершены шесть международных комплексных историко-географических экспедиций по следам древних мореплавателей.

## Авторы проекта
Мельник И. К., Агбунов М. В., Гончарук П. И. — учредители Черноморского научно-исследовательского центра «Понт Эвксинский».
Проект осуществлялся при активной поддержке Главкома ВМФ СССР адмирала флота Чернавина В. Н., руководителей ЧМП Коваля А. В. и Никулина С. Г., первого секретаря Одесского обкома ЛКСМ Украины Гриневецкого С. Р., руководителей ОГУ Зелинского И. П. и Коваля И. Н., начальника судоверфи № 1 ВМФ СССР кап. 1 ранга Тунея Д. В., начальника ГИМС Скрябнева Н. М.

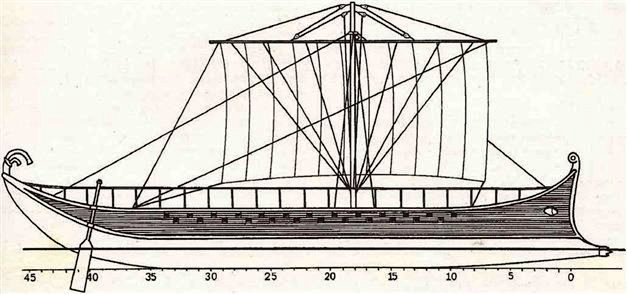
Вид сбоку

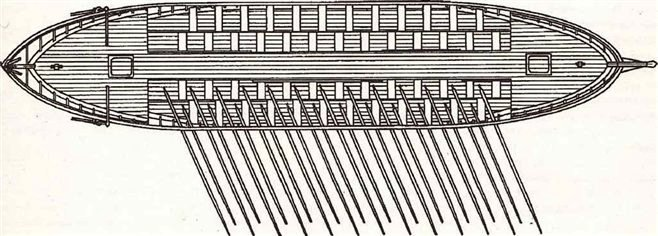
Вид сверху

## Строительство корабля

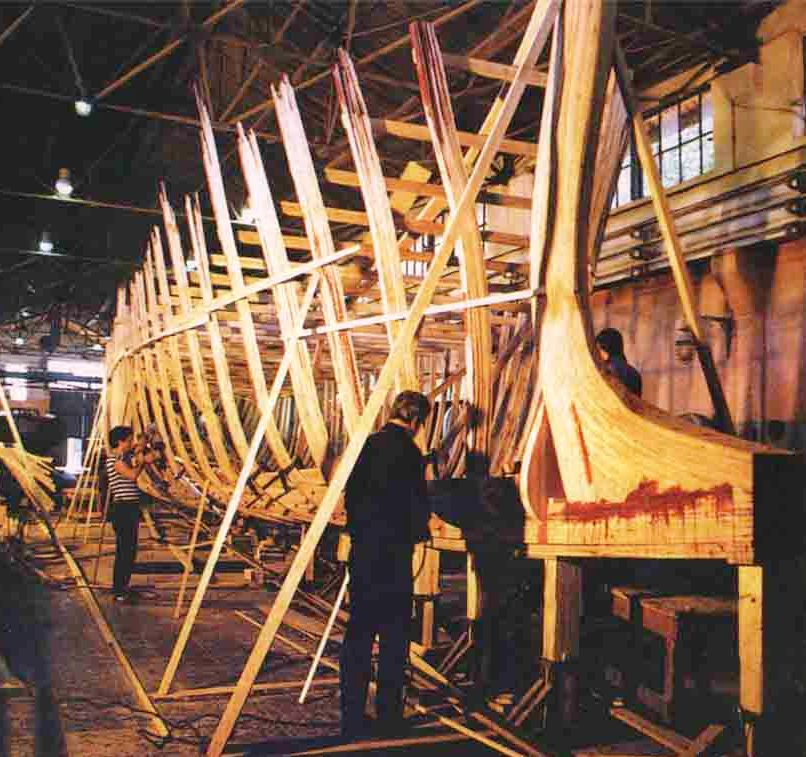
Строительство корабля на Судоверфи № 1 ВМФ СССР, п. Лазаревское, Сочи

Корабль был построен в 1989 г. на Судоверфи № 1 ВМФ СССР (пос. Лазаревское, Сочи), бригадой корабельного мастера Шхалахова Д. С. при активном участии будущих членов экипажа. Технический проект выполнен специалистами Николаевского кораблестроительного института при содействии сотрудников Одесского археологического музея.

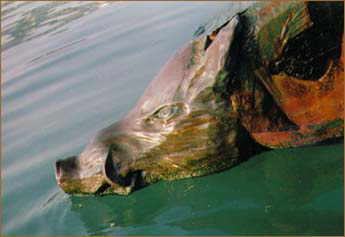
Таран в виде головы дикого вепря

Наконец, однажды я вхожу в громадный, некогда пустой цех — и вижу, что он полностью занят фантастическим скелетом ихтиозавра, а может быть, дельфина-великана. Снимает телевидение — сюжет уникальный! Только теперь начинаю верить, что будет у нас диера...

## Маршрут экспедиций
Следуя маршрутами античных мореходов в Чёрном и Средиземном морях, а также в Атлантике «Ивлия», стартовав из Одессы (СССР) в 1989 году, за шесть экспедиционных сезонов преодолела более 3000 морских миль, посетила более 50 европейских портов и, поднявшись вверх по Сене окончила плавание в Париже.

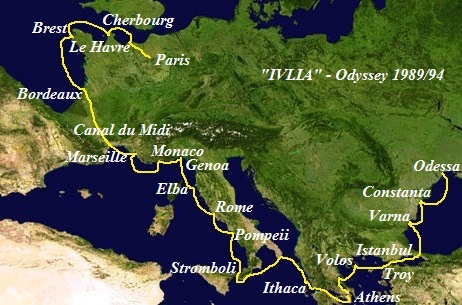
Маршрут экспедиций

Вестник экспедиции «Черное море». Пилотный выпуск. Август 1989 год. Автор титульного листа народный художник России Леонид Герасимов.

Ход экспедиции широко освещался мировыми СМИ. За период плавания вышло более сотни печатных публикаций, десятки теле-радиорепортажей. Корабль регулярно посещали официальные делегации и тысячи туристов. «Ивлия» приняла участие в международных морских фестивалях: «Colombo’92» (Генуя, Италия), «Brest’92», «Cancal’93», «Vieux Greements’94» (Франция), открывала всемирно известный морской салон Grand Pavois в Ла-Рошели. В радиоэфире звучал позывной сигнал экспедиции RB5FH/mm. За шесть сезонов в состав экипажа входило более 200 человек — граждане России, Украины, Молдавии, Франции, Греции, Грузии.

## Научные аспекты
Научно-исследовательская программа экспедиции, разработанная авторами проекта совместно с сотрудниками Одесского археологического музея, Одесского Государственного Университета, Одесского отделения Института биологии южных морей и Николаевского кораблестроительного института, была в первую очередь нацелена на решение следующих задач:
- уточнение сведений письменных и археологических источников о конструкции[14], технологии строительства и грузоподъёмности древнегреческих кораблей[15];
- изучение на практике мореходных качеств[16] реконструированного корабля — античной диеры[17];
- проверка некоторых каботажных маршрутов эллинских мореходов[18], а также возможности плаваний парусно-вёсельных кораблей в открытом море вне видимости берегов[19];
- уточнение сведений античных периплов и проверка ряда гипотез[20] по локализации древнегреческих поселений Северо-Западного Причерноморья;
- освоение техники древнего судовождения, приёмов управления парусами античного образца, методов швартовки и постановки на якорь парусно-вёсельных кораблей[21].

Технология древнего кораблестроения совершенствовалась несколько тысячелетий, пока не достигла своего апогея в античную эпоху. Это было искусство, которое передавалось из поколения в поколение, эмпирическим путём выводя основные законы гидродинамики, архитектуры и мореходности корабля.

Практический опыт, полученный в походах на диере «Ивлия», позволил авторам проекта утверждать:
- уровень развития картографии и навигационные знания эллинов, а также мореходные качества их кораблей были гораздо выше, чем принято считать;
- античные мореходы прекрасно ориентировались по звёздам, совершали переходы открытым морем, не боясь удаляться от берегов, отлично знали и умело использовали попутные ветра и течения;
- знаменитые триеры, отличавшиеся высокими боевыми качествами, обладали меньшей, по сравнению с диерой мореходностью, строились для сражений и использовались в крупных морских компаниях;
- диеры являлись наиболее распространенным типом судов периода Великой греческой колонизации, на них совершались географические открытия древности[23]., они вполне могли совершать дальние в том числе океанские плавания[24].

Также в программе научных исследований, проводившихся на борту «Ивлии», принимали участие сотрудники Института биологии южных морей, Института гигиены на водном транспорте, и других научных центров СССР и Украины. По пути следования производились регулярные замеры экологических параметров и уровня загрязнения морской воды, оценивалось состояние морской флоры и фауны, проводились различные медицинские эксперименты.
Данные, полученные за шесть лет плаваний, обобщены в статьях и книгах авторов проекта (см. раздел литература).
В целом путешествие «Ивлии» вокруг Европы стало яркой страницей в истории изучения вопросов кораблестроения и мореплавания Эллады, способствовало укреплению международных культурных связей.

## Галерея

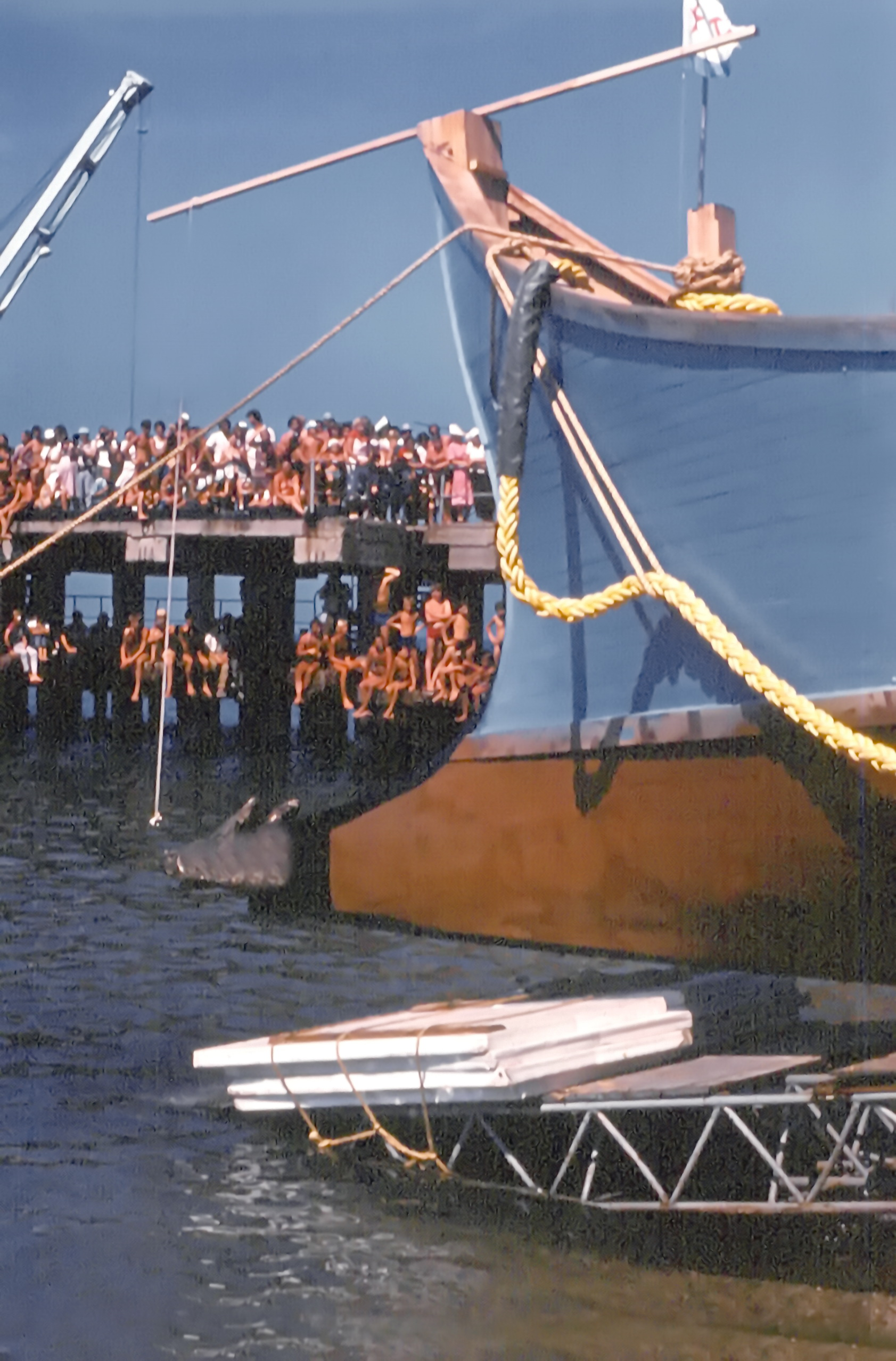
Спуск на воду диеры "Ивлия".
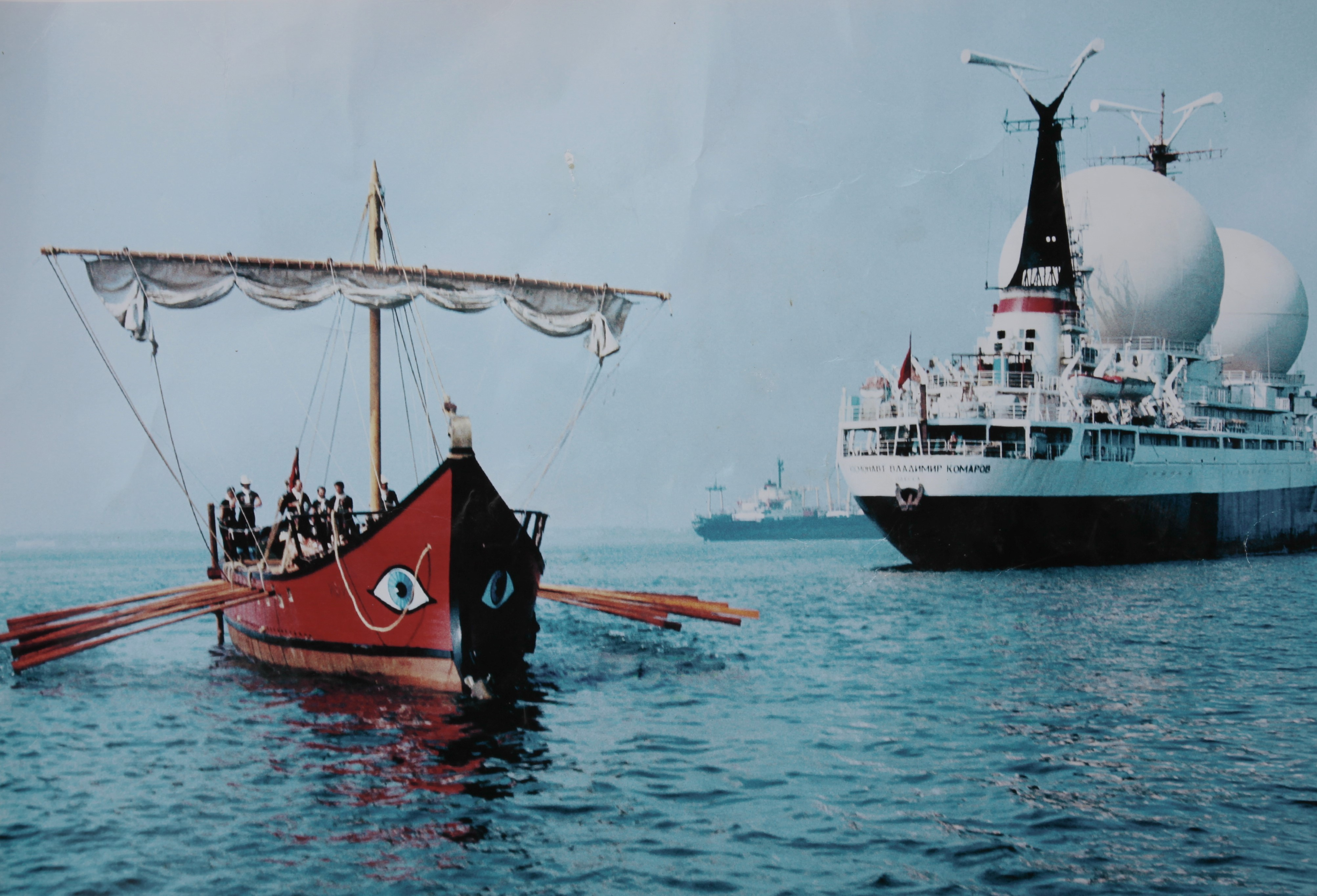
"Ивлия" и научно-исследовательское судно "Космонавт Владимир Комаров".
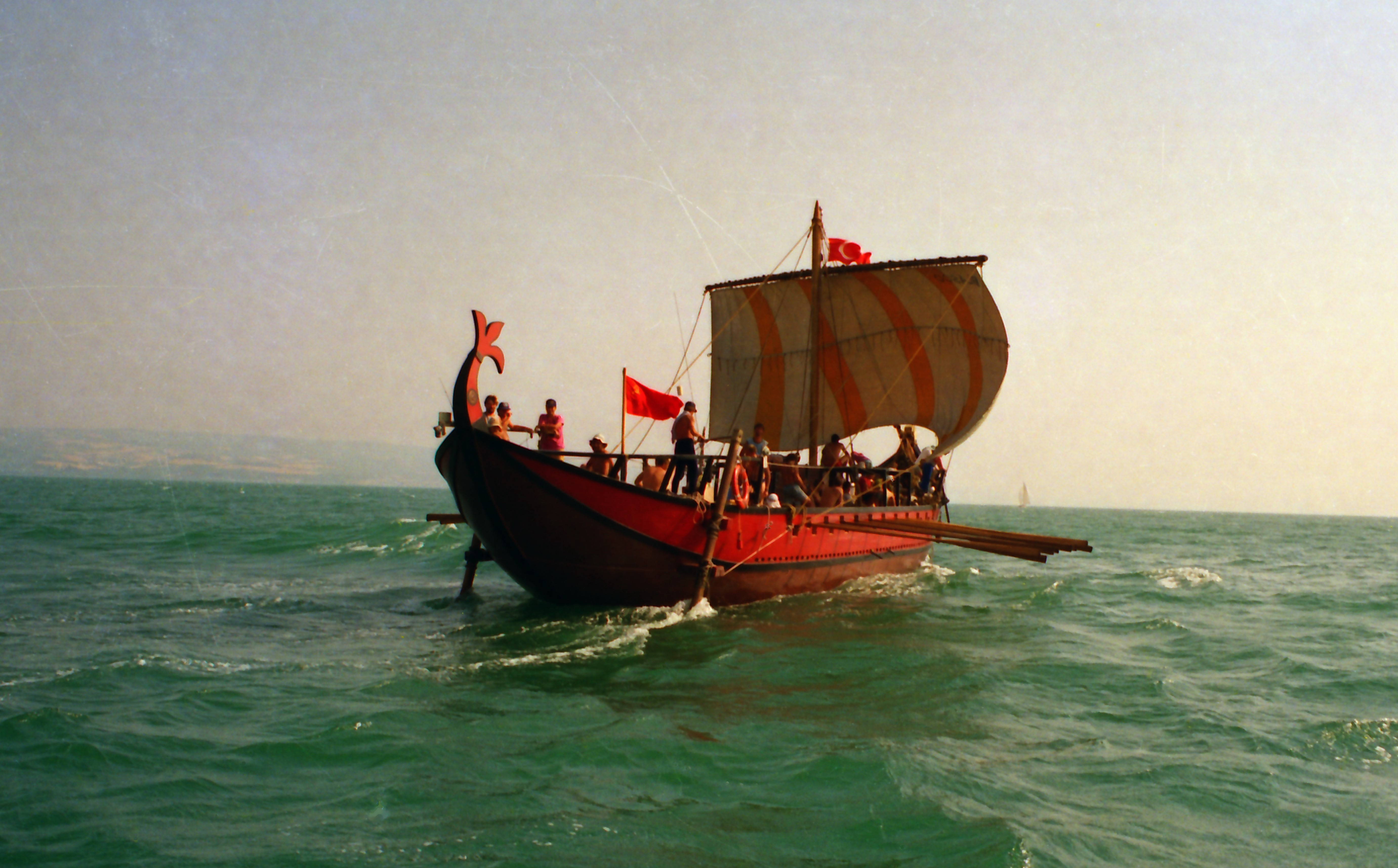
"Ивлия" в проливе Дарданеллы.
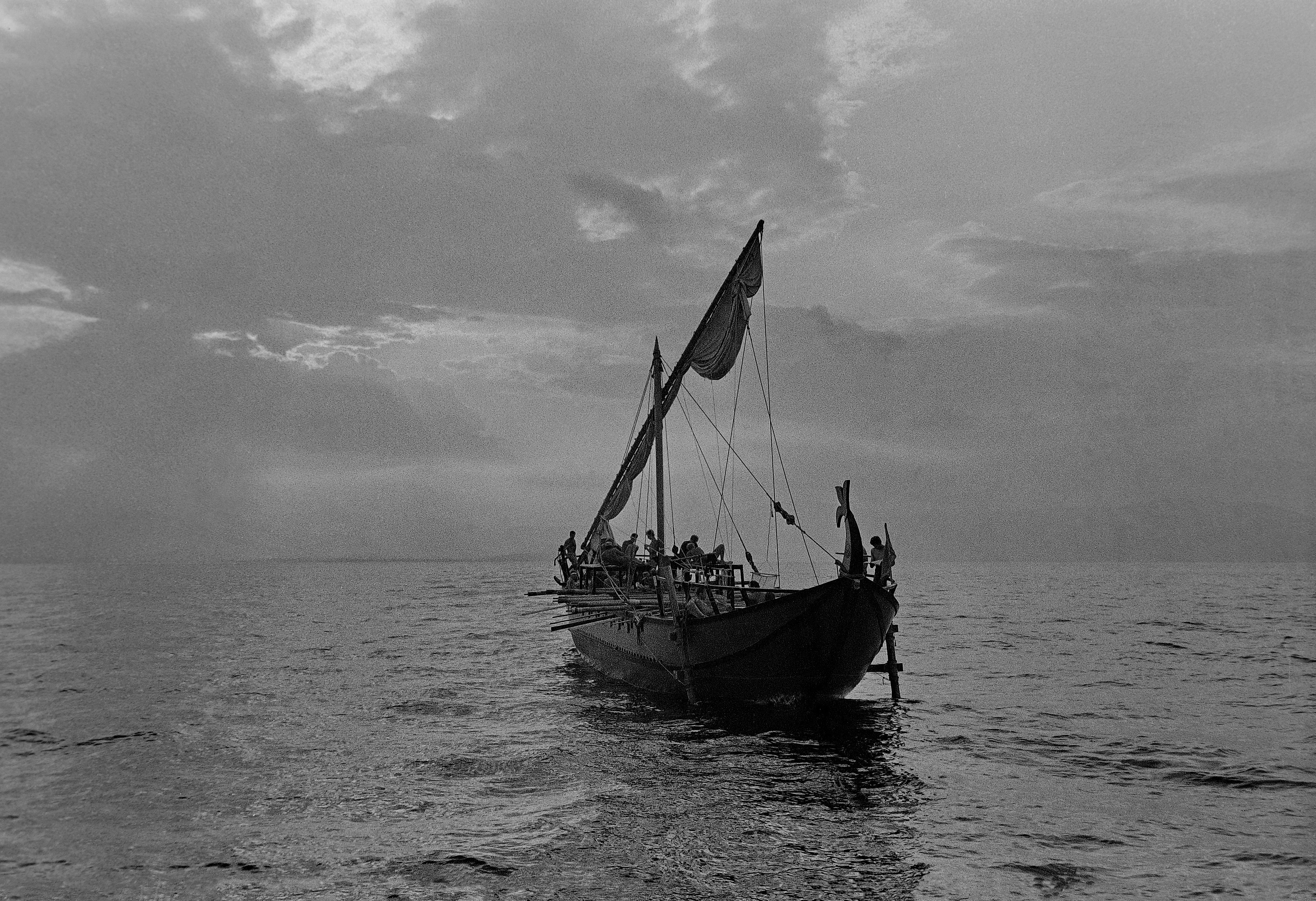
Штиль в Неаполитанском заливе.
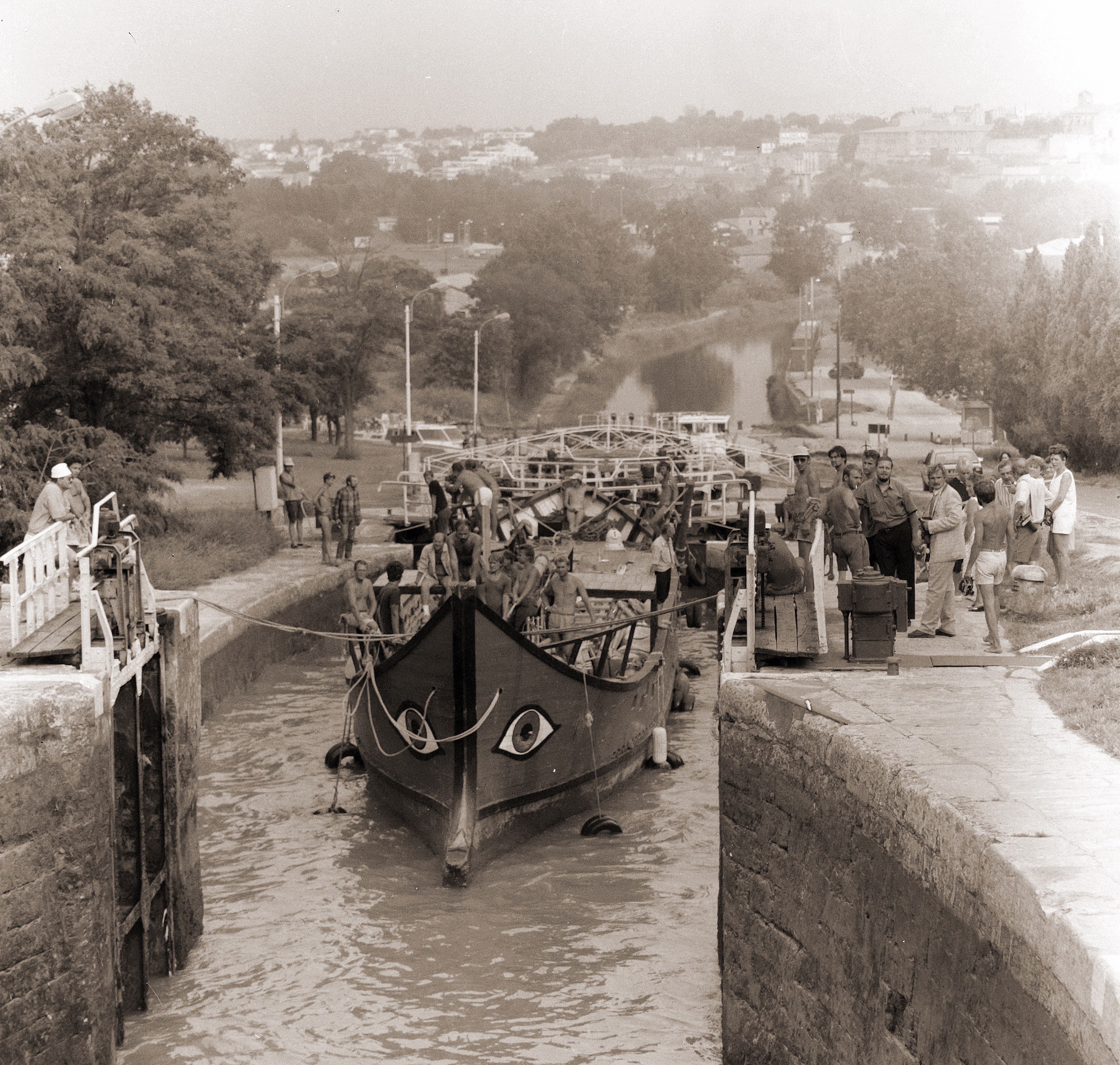
"Ивлия" на выходе из шлюзов Фонзеран.
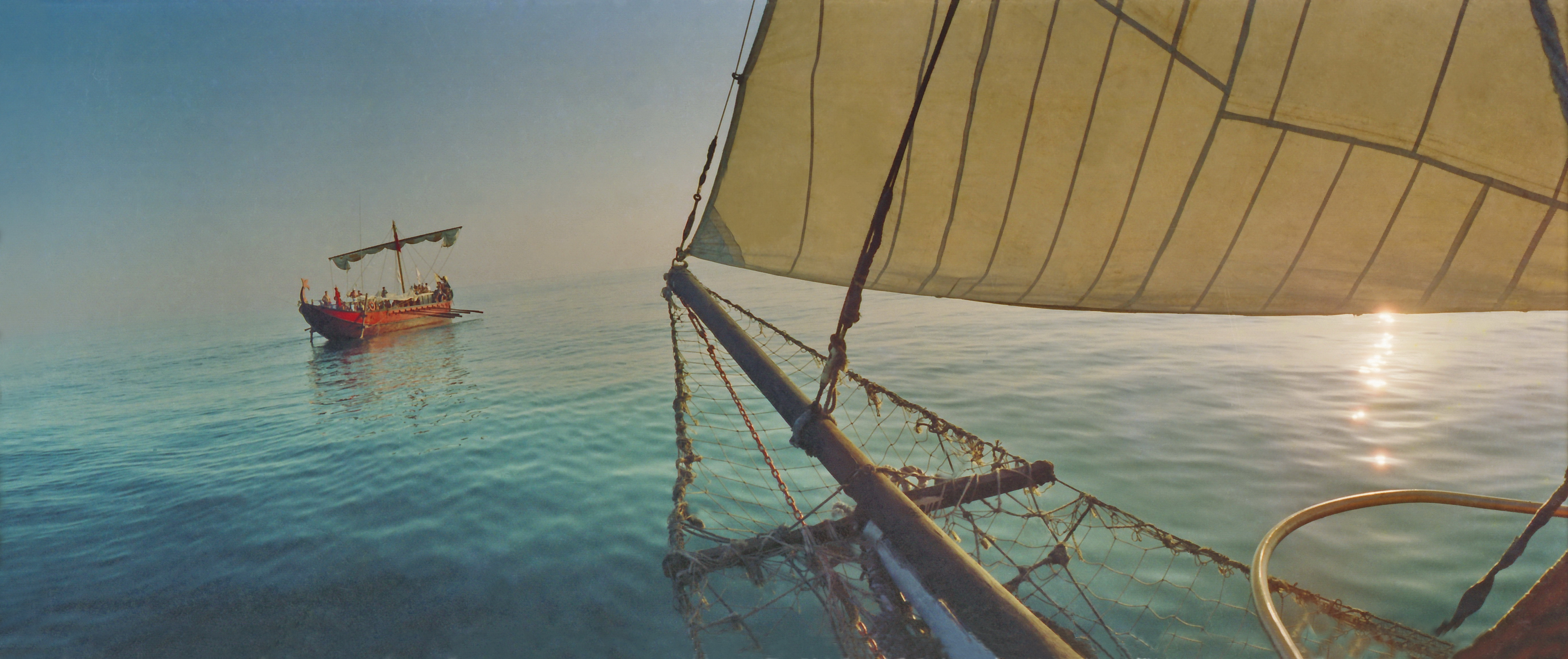
"Ивлия" и яхта сопровождения "Юрий Гагарин".
Коллектив судостроителей 1-й Судоверфи ВМФ СССР создавших "Ивлию".
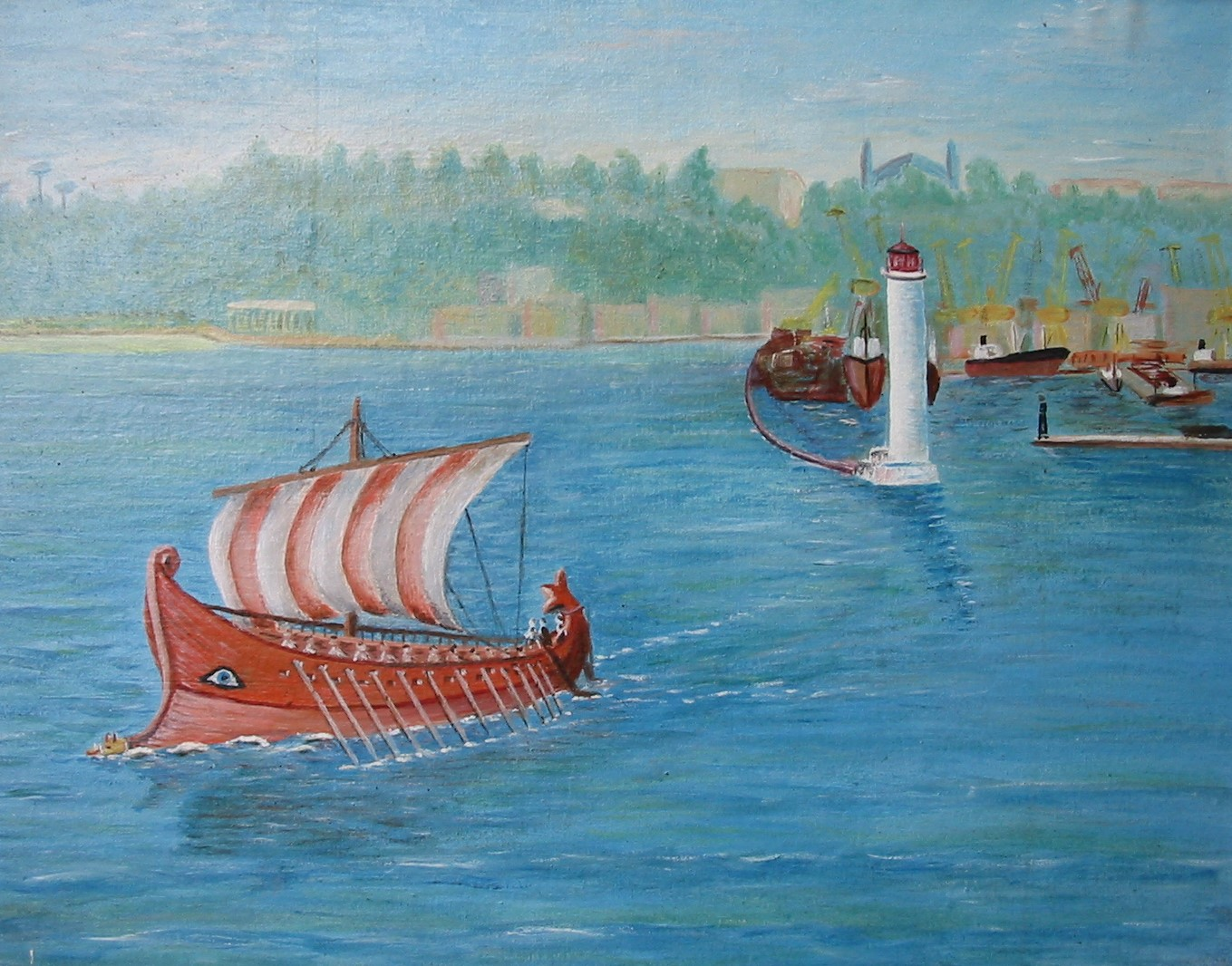
"Ивлия" покидает одесский порт.
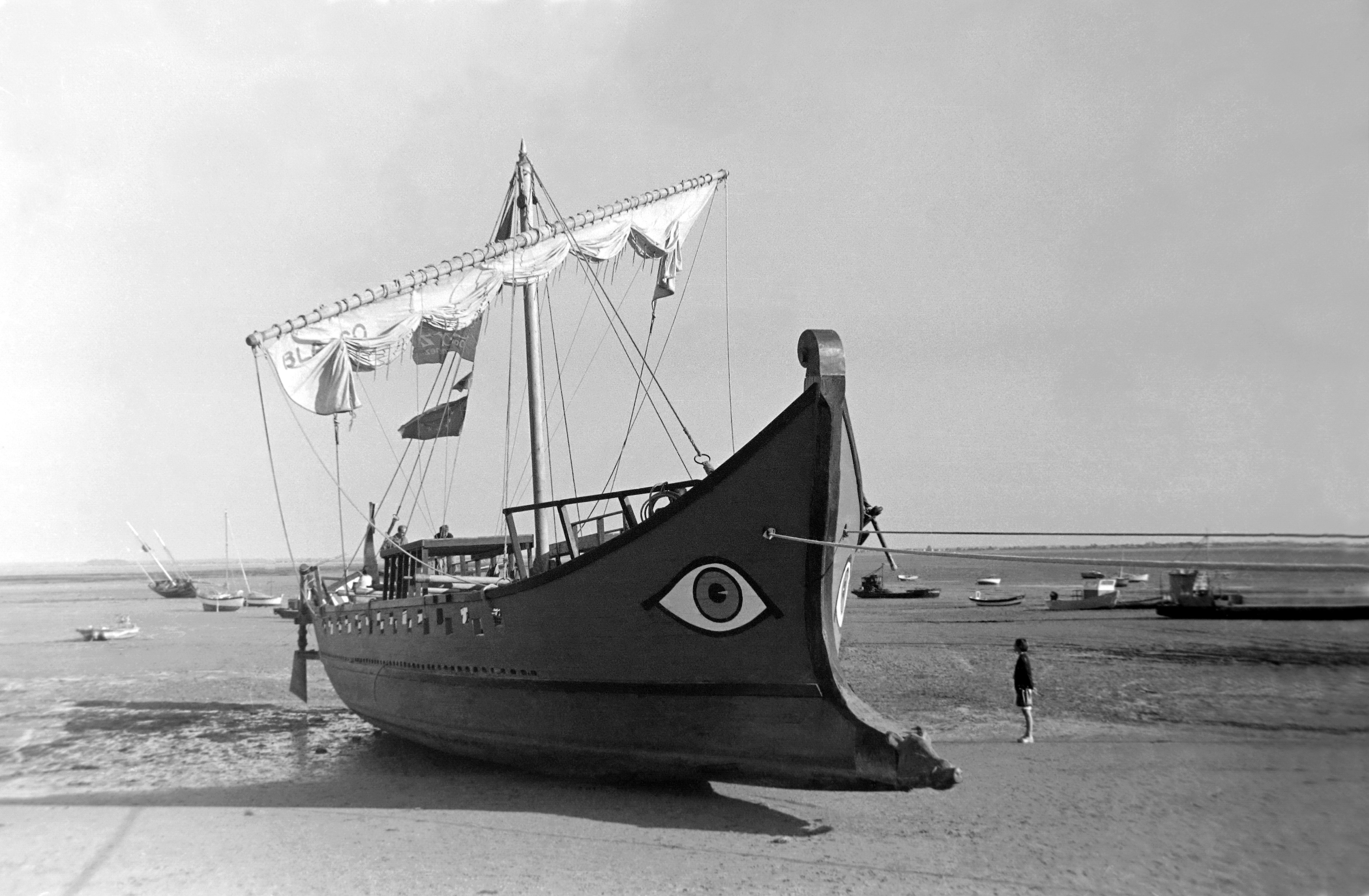
"Ивлия" в Канкале. Отливы во французской Бретани одни из самых сильных в мире. Море буквально уходит за горизонт.
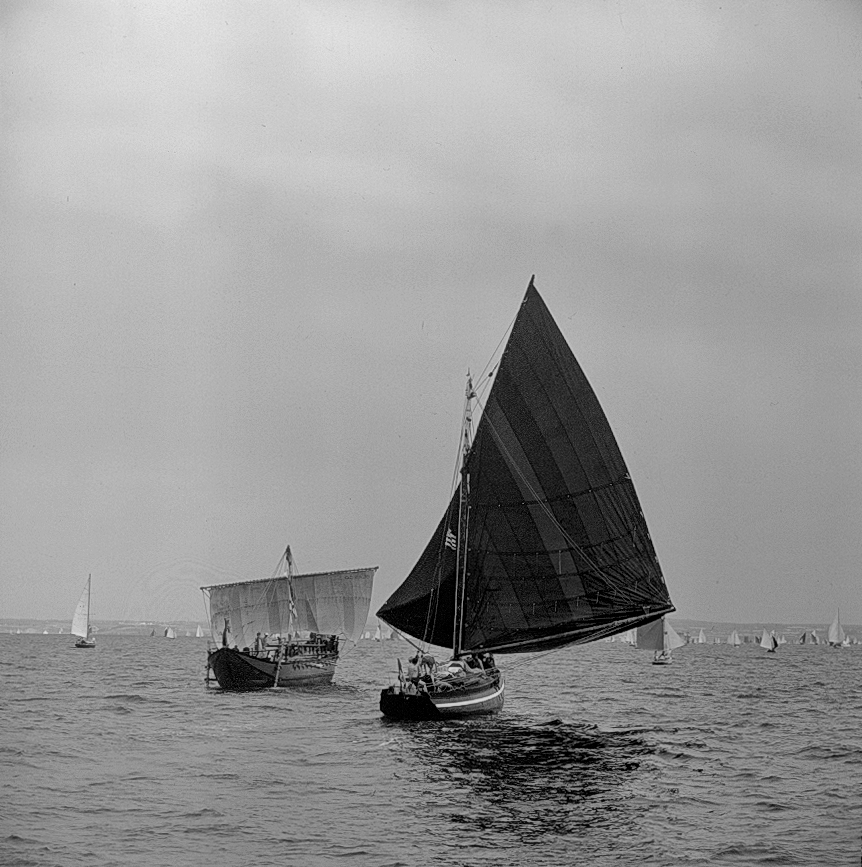
Кульминацией знаменитых морских фестивалей в Бресте является переход всех лодок в порт Дуарнене. Своеобразный парад участников.
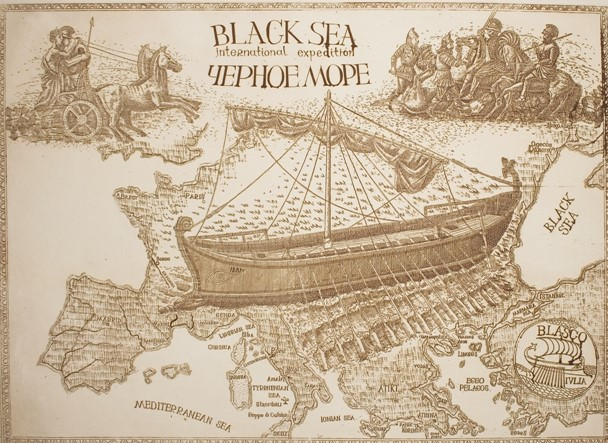
Офорт Экспедиция «Чёрное море», автор Заслуженный художник Украины Владимир Бахтов, 1989 г.
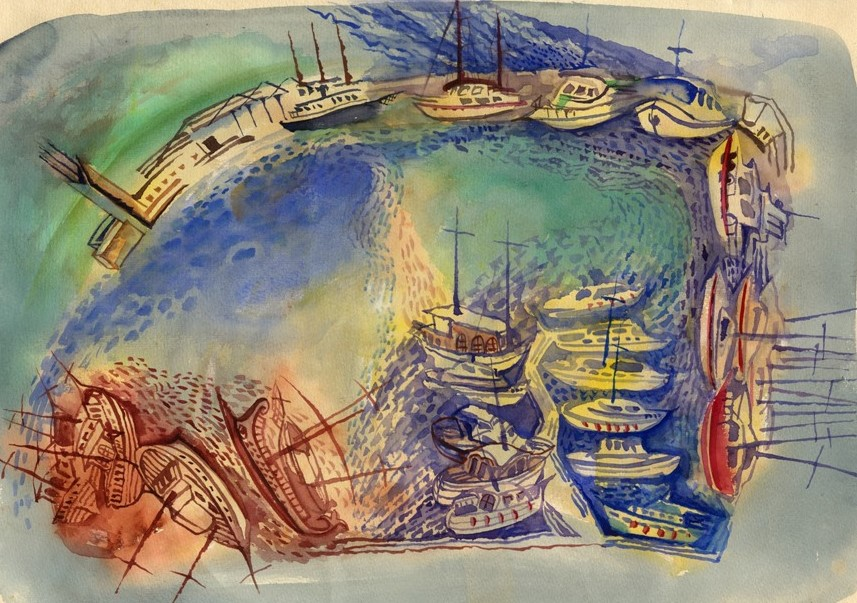
"Атакёй Марина Архивная копия от 13 мая 2014 на Wayback Machine. Стамбул", акварель, автор участник экспедиции Владимир Бахтов, 1990 г.
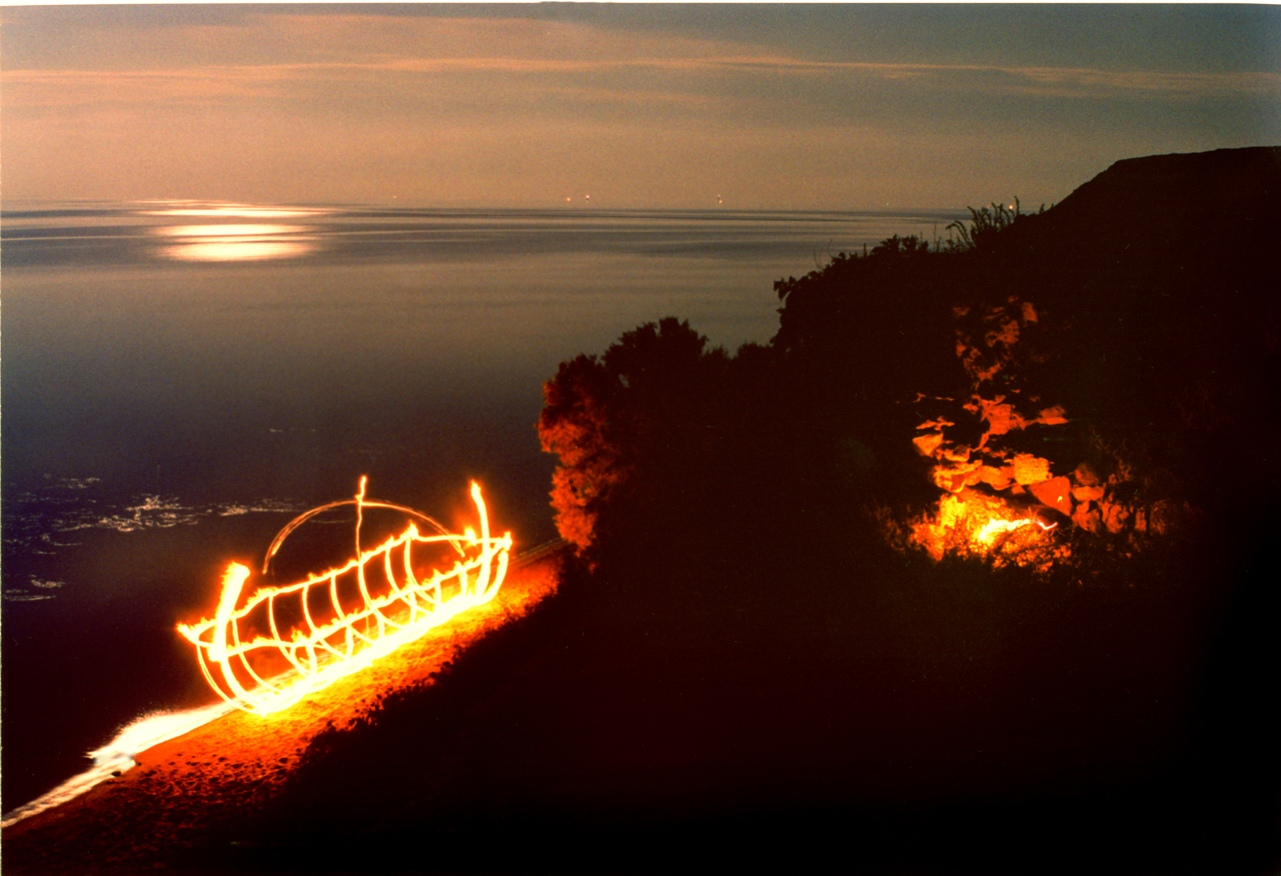
Гелиограффити «Античный корабль», автор участник экспедиции Владимир Бахтов, 2005 г.
Переход участников морского фестиваля в Бресте в порт Дуарнене.
"Ивлия" у Лазурного берега, мыс Антиб.
Один из самых низких мостов в Канале дю Миди.